# St.Thomas Mount-cum-Pallavaram
St.Thomas Mount-cum-Pallavaram là một thị xã của quận Kancheepuram thuộc bang Tamil Nadu, Ấn Độ.

## Nhân khẩu
Theo điều tra dân số năm 2001 của Ấn Độ, St.Thomas Mount-cum-Pallavaram có dân số 42.459 người. Phái nam chiếm 51% tổng số dân và phái nữ chiếm 49%. St.Thomas Mount-cum-Pallavaram có tỷ lệ 79% biết đọc biết viết, cao hơn tỷ lệ trung bình toàn quốc là 59,5%: tỷ lệ cho phái nam là 83%, và tỷ lệ cho phái nữ là 75%. Tại St.Thomas Mount-cum-Pallavaram, 11% dân số nhỏ hơn 6 tuổi.